# Stefan Uroš IV. Dušan
Stefan Uroš IV. Dušan Nemanjić (1308. – 20. prosinca 1355.), u narodnoj tradiciji poznat kao Dušan Silni, bio je srpski kralj od 1331. godine i car Srba i Grka od 1346. godine pa do svoje smrti. On je jedan od nekoliko pripadnika dinastije Nemanjića kojega SPC nije proglasila svecem.

## Djetinjstvo
Dušanov otac je bio raški kralj Stefan Uroš III., poznatiji pod nadimkom Dečanski, a majka mu je bila bugarska princeza Teodora Smilec. Obiteljska veza s Bugarskom je dodatno ojačana pošto mu je baka (majka Uroša III.) također bila bugarska princeza.
Djetinjstvo budućeg cara je bilo veoma burno, tako da nitko nije znao da li će ikada postati kralj. Podjela srpske države je trajala od 1282. do smrti kralja Stefana Dragutina 1314., kada počinje rat dvije srpske države, koji će trajati deset godina. Pobjednik u ratu će biti tek Dušanov otac Stefan Uroš Dečanski, koji je 1321. naslijedio krunu nakon što je 1314. zajedno s Dušanom bio prognan u Carigrad. Odlučujući trenutak za kasniji razvoj Dušanove države postaje bitka na Velbuždu između srpskih i bugarskih snaga. Potpuna pobjeda snaga Dušanovog oca je označila slom Bugarske, koja će životariti još pola stoljeća do turske aneksije.

## Kralj
Samo 45 dana nakon pobjede Stefana Uroša III. Dečanskog nad Bugarima, Dušan je izveo puč, okrunio se za kralja Srbije i zatočio svog oca. Postoji u srpskoj narodnoj kulturi legenda da je kralj Stefan (kojega, inače, Srpska pravoslavna crkva štuje kao sveca) pred smrt prokleo potomstvo svojega sina i narod koji ga slijedi; zbog toga da je Srbija izgubila svoje narodne vladare i stoljećima robovala Turcima.
Kako bi učvrstio svoju vlast i strateški zaštitio pozadinu, on se, kao i otac i djed, ženi bugarskom princezom Jelenom 1332., a dvije godine potom objavljuje rat Bizantu. Financijsku pomoć za taj rat Dušan dobiva od Dubrovnika, koji već ranije javno izjavljuje želju da kupi grad Ston. Ta prodaja je bila izvršena 1333., kada Dubrovnik kupuje od Srbije ovaj grad i cijeli poluotok Pelješac. Dogovorom je Srpsko kraljevstvo dobilo 8.000 perpera.
Prva faza rata s Bizantom bila je uspješna, s osvajanjem velikog dijela Makedonije, ali pod pritiskom bizantskog cara Andronika III. dio teritorija je vraćen, kako bi bio zaključen mir. Taj mir će trajati do Andronikove smrti, kada u Bizantu dolazi do anarhije i građanskog rata. Koristeći novonastalu situaciju u Bizantu, Dušan podupire najprije jednu, a potom drugu stranu te osvaja cijelu bizantsku sjevernu Grčku i Albaniju, s izuzetkom Soluna, što je dovršeno do 1348. godine. 

## Car
Koristeći činjenicu da je osvojio veći dio Bizantskog carstva, Dušan se odlučio okruniti za cara. U dogovoru sa srpskom i bugarskom crkvenom hijerarhijom priznaje srpskom arhiepiskopu (nadbiskupu) čast patrijarha, te zauzvat dana 16. travnja 1346. novoproglašeni srpski patrijarh Joanikije II. i bugarski patrijarh Simeon, uz sasluženje svih igumana manastira sa Svete Gore, u Skoplju krune Dušana za cara Srba i Grka. U diplomatskoj prepisci papa, pak, titulira Dušana "kraljem" -, tj. ne priznaje mu naslov imperatora, međutim, tu titulu mu priznaje bizantski car Jovan V., bugarski car Jovan Akeksandar, te Sveta Gora, Bosna, Dubrovnik, Venecija itd. S 1348. godinom, kada srpska vojska osvaja bizantsku Tesaliju i Epir, dolazi do vrhunca osvajanja. Napad na Bosnu 1350. godine izveden je da bi se povratila Humska zemlja (Zahumlje) koju je bosanski ban zauzeo od Srbije dok je Dušan ratovao na jugu i taj pohod se završava vojnim pobjedama Srbije. Car Dušan je s vojskom došao sve do Krke kako bi pomogao svojoj sestri Jeleni Šubić (supruzi hrvatskog velikaša Mladena III. Šubića Bribirskog) u obrani njezinih posjeda posle muževljeve smrti. U Šibeniku su caru spremali svečani doček i darove, ali je zbog napada bizantskog cara Ivana VI. Kantakuzena na jugu zemlje car Dušan morao se vratiti nazad. U povratku je s najvećim carskim počastima i oduševljenjem dočekan u Dubrovniku, gdje je ostao nekoliko dana, a carica Jelena je ostala u gostima još nekoliko mjeseci, dok se Dušan s vojskom vratio na jug, gdje je povratio teritorije koje je Kantakuzen u međuvremenu osvojio. Do konačnog kraja osvajanja dolazi nakon sukoba srpskih snaga i Turaka kod Didimotike 1352. godine.
Gotovo odmah nakon krunidbe Dušan je počeo raditi na novom Zakoniku, kojim bi se uredili odnosi između crkve i države, odnosi između seljaka i feudalaca, kao i ovih potonjih s carem. Po tom Zakoniku središnja vlast u državi je pripadala caru, koji je vladao uz pomoć državnog savjeta. U Zakoniku je također napisano da je Srbija centralizirana država, sa zakonskim ovlastima u rukama cara. Dušanov Zakonik je jedan od najstarijih i najvažnijih pravnih akata u Južnih Slavena.
Taj stožer gradnje centralizirane pravne države će na kraju oslabiti zbog smrti cara Dušana, samo godinu dana nakon objave drugog dijela Zakonika.
Smrt cara Dušana 20. prosinca 1355. godine dovodi postupno do raspada njegovog carstva, pošto se velikaši polako osamostaljuju od njegovog sina cara Uroša V. Po Jakovu Lukareviću, umro je od groznice, kod neznatnog mjesta Diapoli u Trakiji. Dušan je pokopan u prizrenskom manastiru Svetih Arhangela, a njegovi ostatci će mnogo stoljeća kasnije biti premješteni u beogradsku crkvu Svetog Marka, gdje se i danas nalaze.

## Vanjske poveznice
- Stefan Dušan na Istorijskoj biblioteci